# Chapelle Notre-Dame-de-Kérinec
La chapelle Notre-Dame-de-Kérinec est un lieu de culte catholique situé dans la commune de Poullan-sur-Mer, dans le département français du Finistère, en Bretagne. Elle est construite vers 1280. Son architecture intérieure est caractéristique du style dit École de Pont-Croix. L'extérieur est remanié à la fin du XIVe siècle ou au XVe.

## Historique
La chapelle Notre-Dame-de-Kérinec a été construite sur une source (devenue une fontaine sacrée) qui, antérieurement, semble avoir été un lieu de culte païen. Un menhir et un dolmen se trouvent non loin de là, à 500 mètres à l'est.
| - Arcade en tiers-point de la nef de Kérinec, sans filet saillant à l'intrados (vers 1280). - Arcade en tiers-point du sanctuaire de Pont-Croix, avec filet saillant à l'intrados (vers 1290). |

Selon Henri Waquet, la partie la plus ancienne est le chœur. Les arcades de celui-ci sont en plein cintre, tandis que celles de la nef sont en tiers-point. À la suite de Waquet, René Couffon compare ces dernières aux arcades en tiers-point qui apparaissent dans le chœur de l'église de Pont-Croix lors de l'agrandissement de celui-ci (deux travées formant le sanctuaire) vers 1290. Entre autres indices, l'absence de filet saillant à l'intrados des arcades en tiers-point de Kérinec donne à penser qu'elles sont plus anciennes que celles du sanctuaire de Pont-Croix — qui auraient inévitablement servi de modèle si elles avaient été antérieures,. Couffon situe donc la date de la construction de Kérinec vers 1280 : entre la première campagne de construction de Pont-Croix en 1260 et l'agrandissement de son chœur vers 1290.
La travée ouest de la nef est « refaite postérieurement ».
« Toute l'enveloppe extérieure » est reconstruite « à l'extrême fin du XIVe siècle » (selon Couffon) ou au XVe (selon Waquet). C'est alors que le chevet et les croisillons sont percés de grandes fenêtres. C'est du XVe siècle que date le clocher-mur.
La fontaine et le calvaire-chaire sont du XVIe siècle. La fontaine est restaurée au XVIIe.
Le beffroi et la flèche, « vraisemblablement à la suite d'un écroulement causé par la foudre » sont reconstruits au XVIIe siècle,. La sacristie est du XIXe.

## Plan, élévation, dimensions
D'une longueur extérieure de 28,10 m pour une largeur moyenne de 11,60 m, la chapelle est en forme de croix latine, orientée liturgiquement d'est en ouest.
- Le chevet est plat[12].
- Le chœur, avec bas-côtés, a trois travées[12]. Intérieurement, il est large de 10,20 m et profond de 10,60 m[13].
- Le transept, large de 3,70 m, n'est long que de 11,35 m[13]. Il est donc peu saillant[7].
- La croisée du transept est dessinée par quatre piles destinées à supporter une tour centrale[2].
- La nef, de trois travées, avec bas-côtés[7], est un peu moins large (9,40 m) que le chœur, et un peu plus longue (11,10 m)[13].
- La nef est fermée à l'ouest par un massif clocher-mur.
- Le transept a son propre toit. Comme souvent dans les édifices du style École de Pont-Croix, vaisseau central et bas-côtés se partagent un seul toit, en bâtière[14].

## Description de l'extérieur

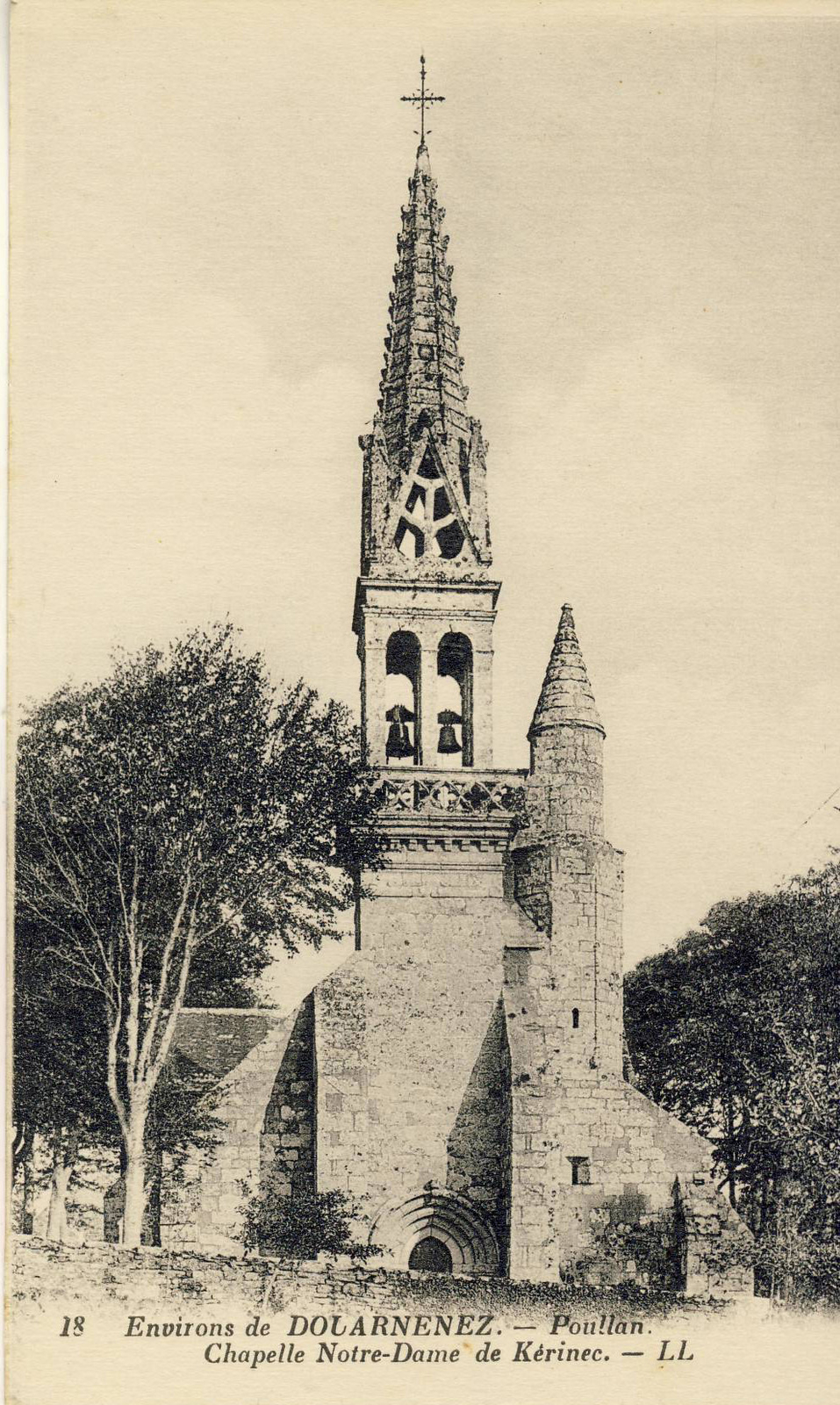
Façade ouest au début du XXe siècle.

L'extérieur est très sobre.

### Façade ouest

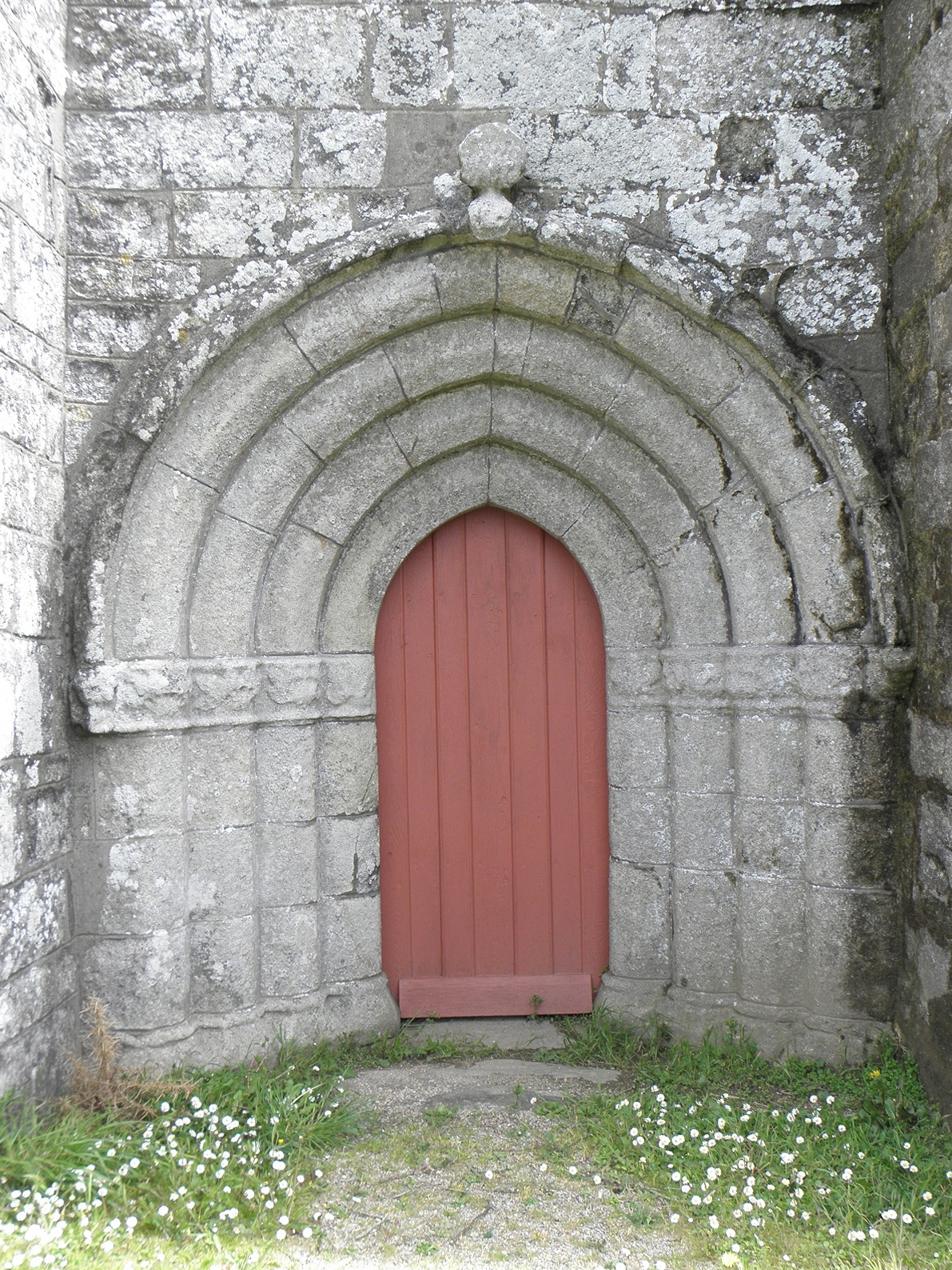
Porte ouest.

La façade ouest ne présente qu'une ouverture : la porte centrale. Elle se compose « d'un ébrasement de quatre rangs de redents chanfreinés ». Elle est très ancienne, si l'on en juge par ses chapiteaux « rudimentaires », d'allure « archaïque ».

### Clocher-mur

#### Évolution des clochers-murs bretons auXVesiècle
Jusqu'au XVe siècle, les clochers-murs bretons ont une découpe d'une grande simplicité. Hérités de l'art roman, ce sont des clochetons plats, percés d'une ou deux baies, amortis par un pignon triangulaire. Ils sont revêtus parfois d'une parure gothique, comme à Saint-Loup de Lanloup, à Notre-Dame de Broualan ou à Notre-Dame du Folgoët.
Au XVe siècle, un compromis est trouvé entre le sobre clocher-mur traditionnel et le clocher breton à jour. Le pignon épais s'amortit en une pile qui s'élève au-dessus du niveau de faîte de la nef. Au sommet de cette pile, on établit une plate-forme encorbellée, qui supporte un beffroi, couronné d'une flèche.
Selon Georges Ferronnière, le clocher-mur de Kérinec serait le plus ancien de ce type. Il précéderait de peu celui de Notre-Dame de Kernascléden.
Au XVe siècle, outre Kérinec et Kernascléden, on trouve ce dispositif à Saint-Fiacre du Faouët et à Notre-Dame-de-la-Joie, en Penmarc'h. On le trouve ensuite dans des édifices du XVIe siècle.
En 1499, dans la chapelle Saint-Nicolas de Plufur, prototype du style Beaumanoir, le dispositif est adapté à un mur beaucoup moins épais (1,20 à 1,30 m). L'architecte place des contreforts sur la pile centrale elle-même. La pile est raidie — jusqu'à la plate-forme — de quatre contreforts de section constante : deux en façade, deux à l'arrière. Sa section n'est donc plus carrée ni rectangulaire, mais en forme de H écrasé.

#### Clocher-mur de Kérinec

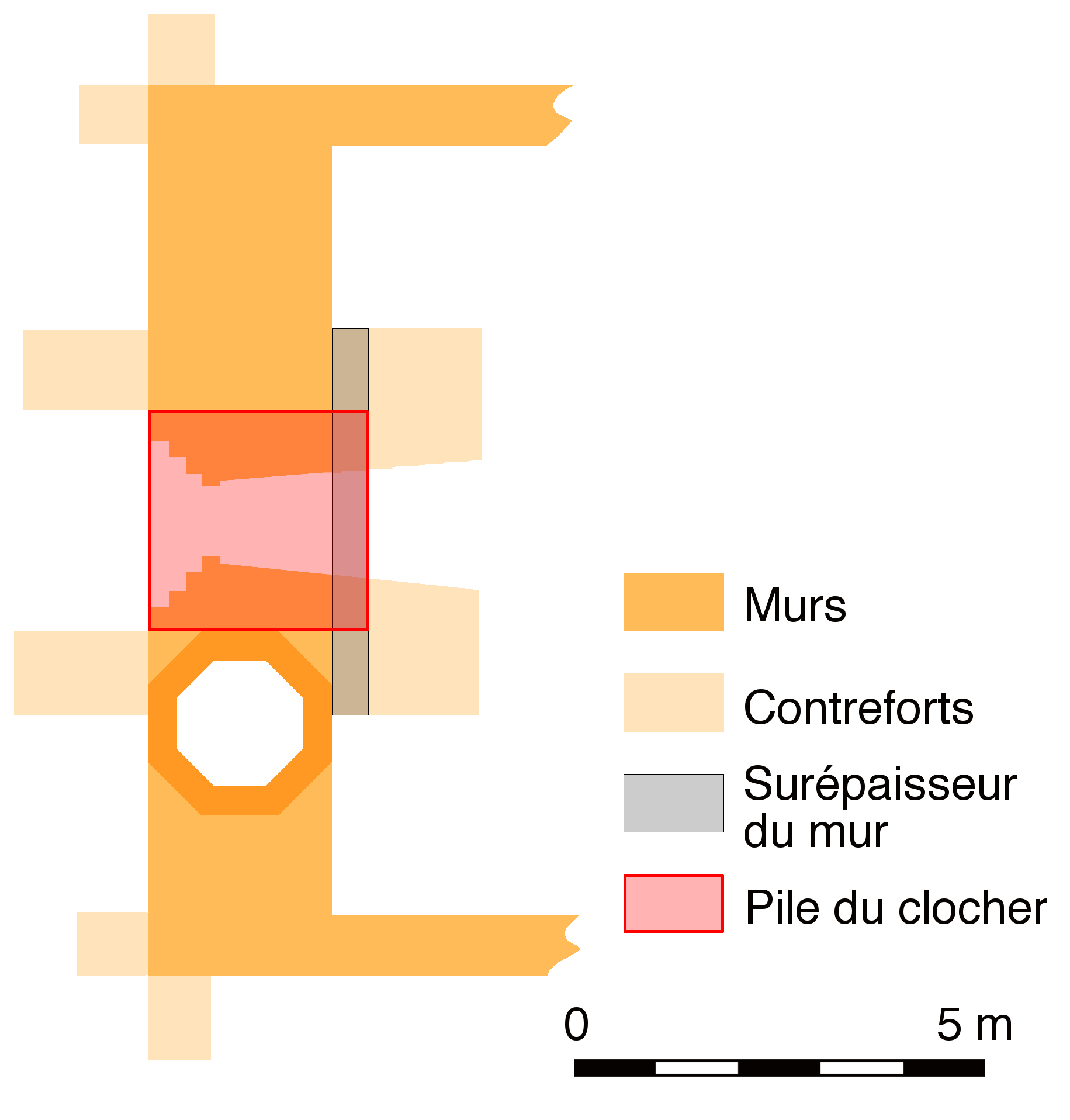
Plan du clocher-mur de Notre-Dame-de-Kérinec.

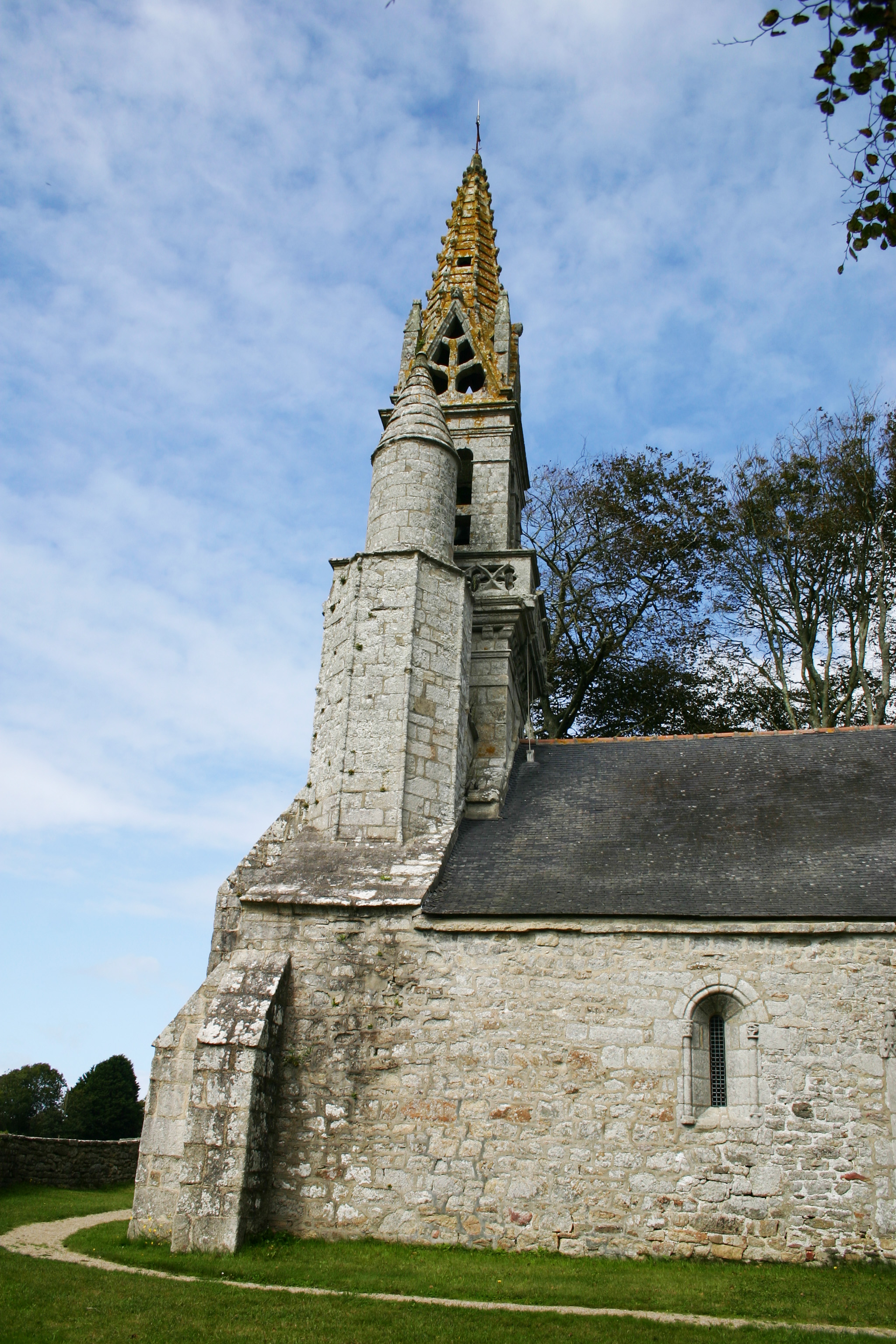
À la rive du toit, on voit que le mur ouest est épaissi dans sa partie centrale.

Le mur ouest de Notre-Dame-de-Kérinec est très épais : 2,25 m. La porte est encadrée à l'extérieur de deux puissants contreforts. À l'intérieur, le mur est raidi par deux contreforts plus rapprochés, très massifs, de section trapèze rectangle (saillants de 2 mètres, larges de 1,60 à 1,70 m). De plus, dans sa partie centrale, le mur est épaissi de quelque 0,45 m, ce qui porte là son épaisseur à 2,70 m. Le pignon peut ainsi s'amortir en une pile de section carrée (2,70 × 2,70 m), la « souche » du clocher, qui s'élève au-dessus du faîte de la nef. Cette pile supporte une plate-forme en pierre dont l'avancée repose sur des assises en encorbellement.
Une balustrade ornée de quatre-feuilles fait le tour de la plate-forme. Cette plate-forme supporte un beffroi, dont les faces sont surmontées de gables ajourés, flanqués, aux angles, de pinacles fleuronnés. Le beffroi abrite deux cloches. Il est couronné d'une flèche octogonale élancée, aux moulures d'arête ornées de crochets.
Une tourelle d'escalier, accostée au sud du clocher, contribue à la stabilité de celui-ci. D'abord octogonale, elle devient circulaire à hauteur de la plate-forme. Elle est couronnée d'une « toiture conique en pierres appareillées ».

### Façade méridionale
Les édifices du style École de Pont-Croix ont souvent des ouvertures latérales très petites qui laissent la nef dans une semi-obscurité, l'éclairage se faisant essentiellement par le chevet. Le remaniement de l'extérieur de Kérinec, à la fin du XIVe siècle ou au XVe, va apporter de la lumière par de grandes baies percées dans le chevet et dans les croisillons.

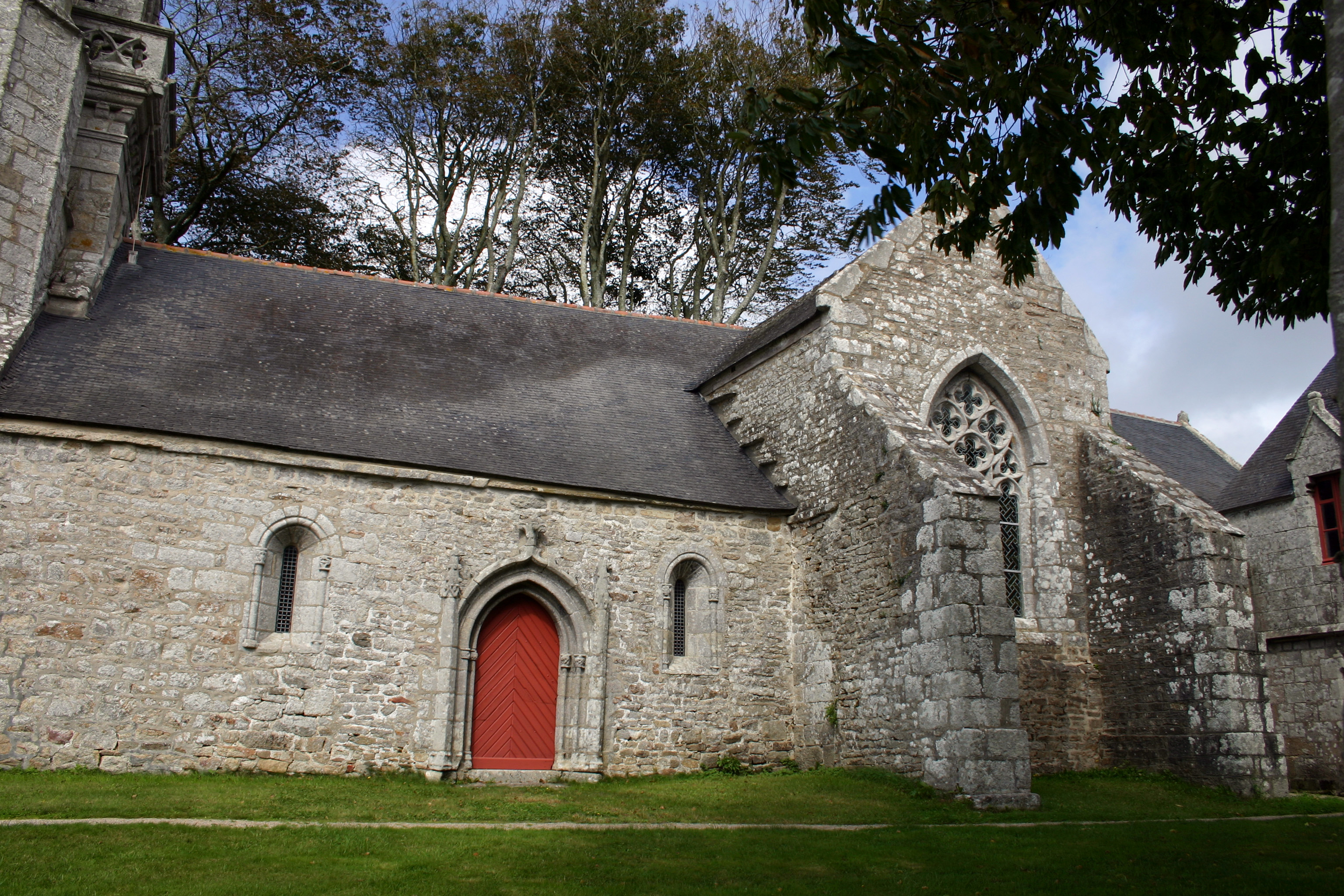
Façade méridionale de la nef et croisillon.

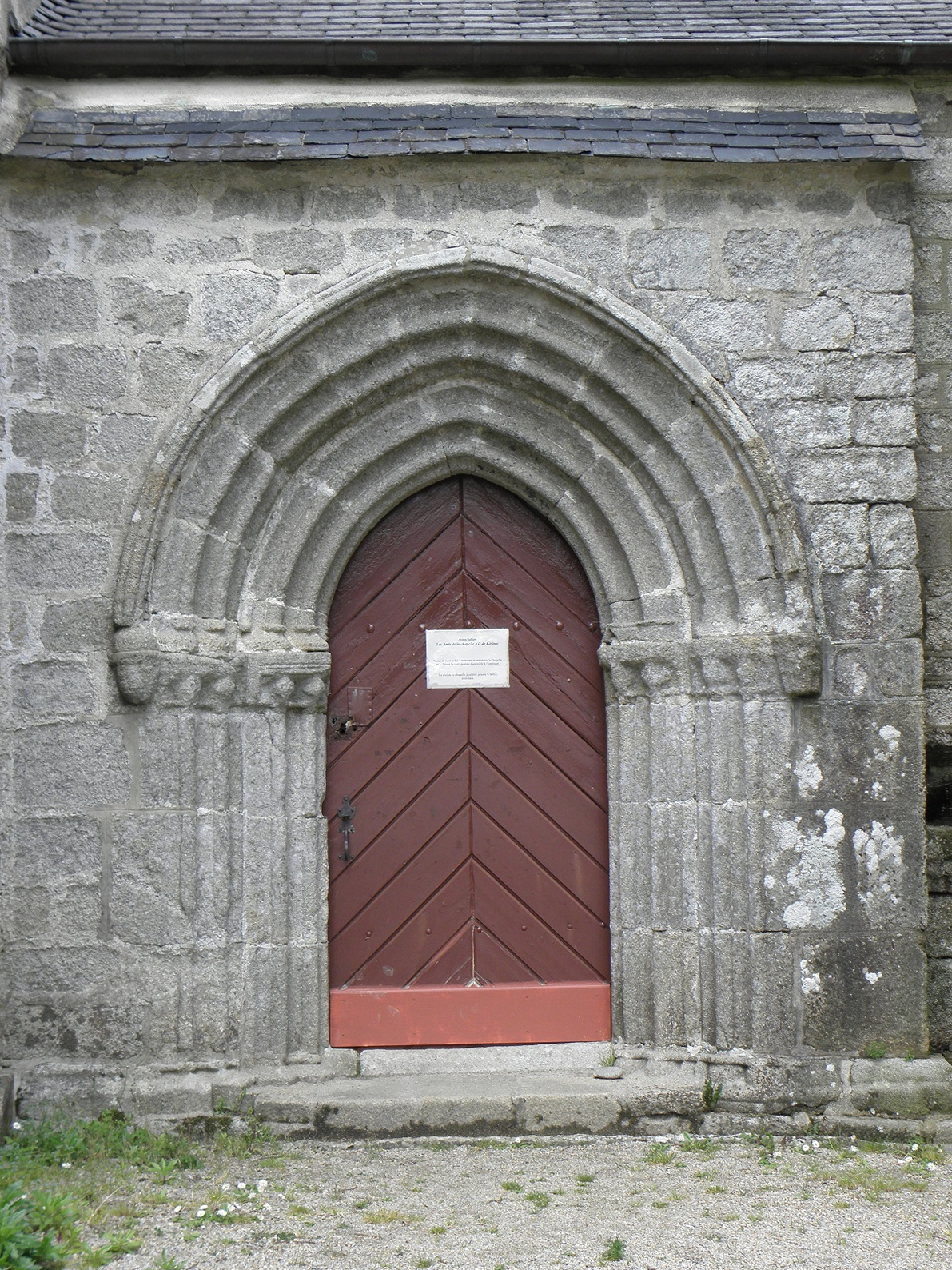
Accès au chœur, entre le croisillon sud et la sacristie.

Le mur sud conserve, à hauteur de la première et de la troisième travée de la nef, deux étroites fenêtres du XIIIe siècle, évoquant des meurtrières, dessinées en plein cintre, largement ébrasées des deux côtés. À l'extérieur, elles sont ornées de colonnettes à chapiteaux du XVe siècle. Entre ces deux fenêtres, une porte du XVe siècle, richement décorée de petits pilastres triangulaires, s'ouvre sur la deuxième travée de la nef.
Entre le croisillon sud et la sacristie est pratiquée une deuxième porte que Chaussepied juge ancienne, « probablement du XIIIe siècle ». Elle s'ouvre sur le chœur. Couffon fait observer que les moulures toriques de son archivolte « reposent curieusement, comme celles du carré du transept, sur de petites bases talutées. » La sacristie à étage du XIXe siècle flanque le chœur.

### Façade nord
La façade nord est percée de deux petites fenêtres en vis-à-vis de celles du sud. Une toute petite porte, depuis longtemps murée, s'ouvrait sur le chœur. Chaussepied la juge ancienne, et note que ses chapiteaux « sont remplacés par une sorte de bague moulurée. »

### Croisillons et chevet

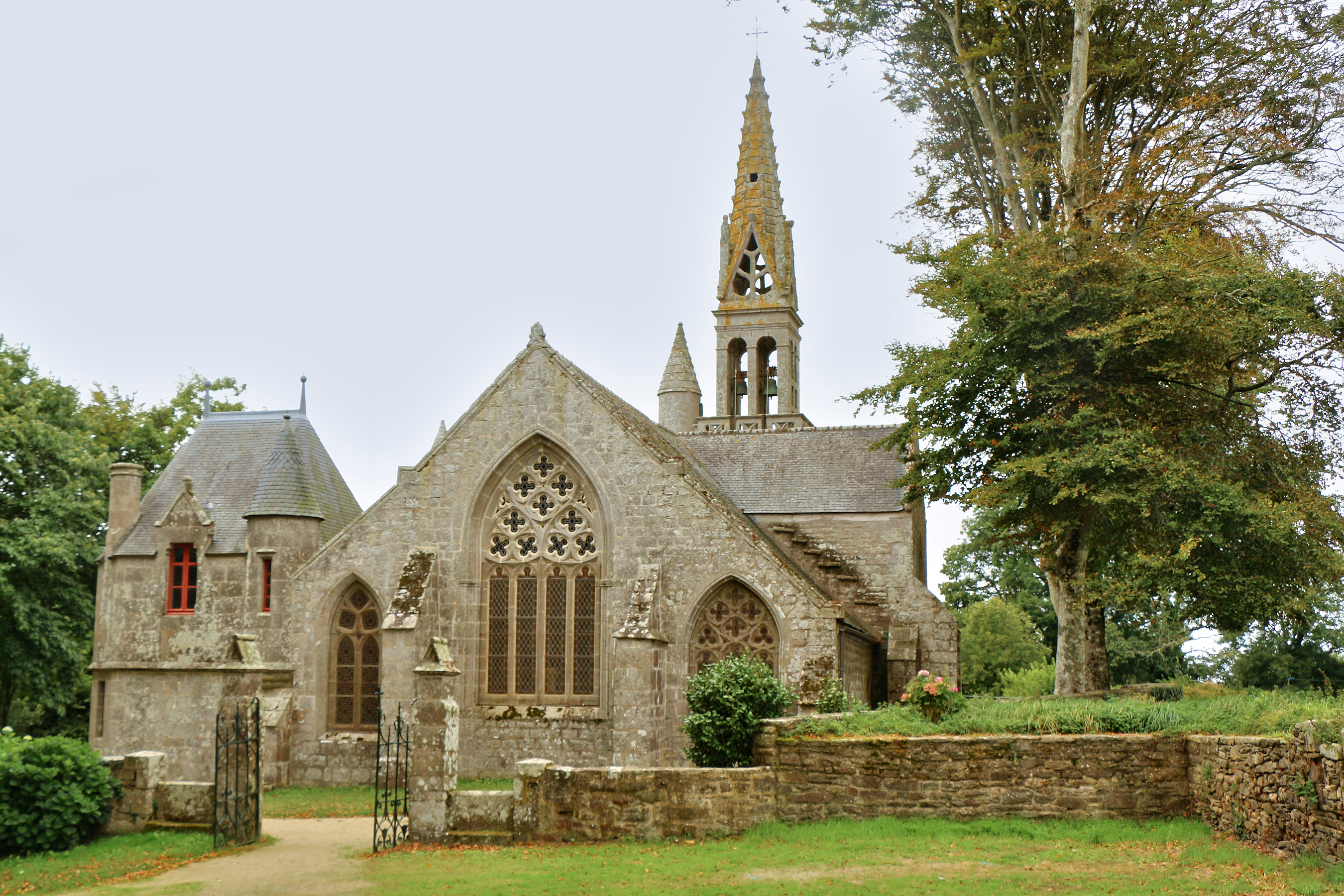
La sacristie, le chevet et le croisillon nord.

Deux grands contreforts, saillants de plus d'un mètre, s'adossent au chevet du croisillon sud. Chaussepied formule des hypothèses quant à la taille de ces contreforts : « Nous pensons qu'il y eut un travail de renforcement à cet endroit, probablement par suite d'un affaissement du sol ou des maçonneries, pour maintenir les poussées en vue surtout de la construction d'un clocher central. » Le croisillon nord pour sa part est adossé de quatre contreforts de dimensions courantes.
Les grandes fenêtres des croisillons et du chevet sont du XVe siècle. Chaussepied les juge, surtout les trois fenêtres du chevet, « d'un très beau tracé et d'une mouluration fine et déliée ». Pour Waquet, l'ornementation est purement rayonnante, et peu différente de celle que l'on voyait beaucoup dès la fin du XIIe siècle : « Nulle trace de soufflets ni de mouchettes, partout des quatre-feuilles et des trèfles ; la seule caractéristique notable est l'emboîtement de ces quatre-feuilles et trèfles dans des triangles ou losanges convexes. »

## Description de l'intérieur

### Style de l'École de Pont-Croix
À la sobriété de l'extérieur répond la somptuosité de l'architecture intérieure, qui est caractéristique du style dit École de Pont-Croix. On ignore quel fut le premier édifice de cette école, la chapelle de Languidou, aujourd'hui en ruine, ou l'église Notre-Dame-de-Roscudon, à Pont-Croix. Parmi les témoins les plus complets de ce style, Pont-Croix et Kérinec sont les mieux conservés. « Ce qui distingue particulièrement l'atelier de Pont-Croix et fait son originalité, dit Couffon, c'est l'emploi de supports complexes d'une extrême légèreté et l'adoption de proportions telles qu'elles rendent ses œuvres homothétiques d'édifices beaucoup plus importants, leur donnant ainsi un cachet profondément monumental. »

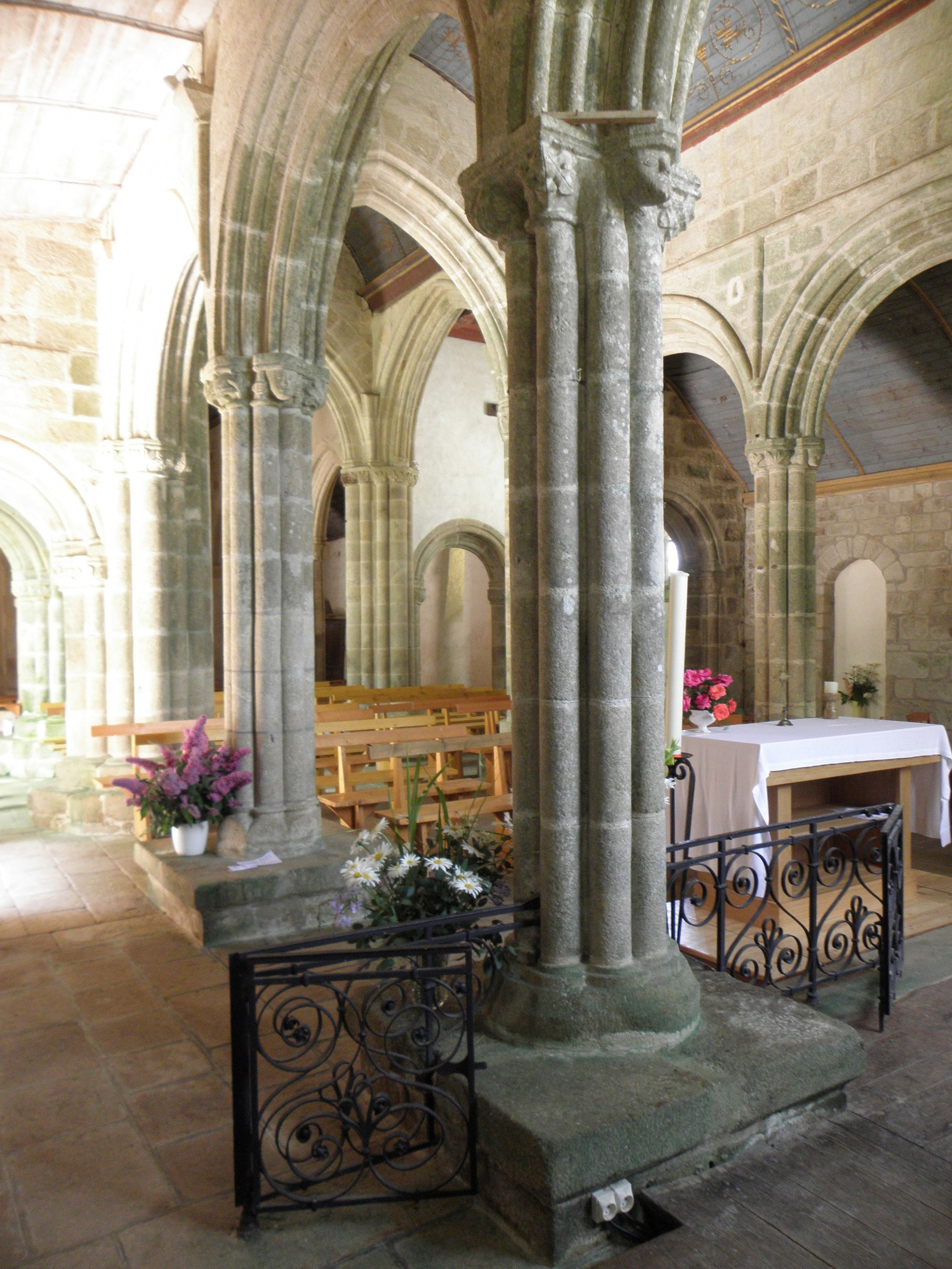
Piliers polylobés et arcades en plein cintre du chœur. Au fond, les piles et les arcades en tiers-point de la croisée du transept.

Comme à Languidou et à Pont-Croix, chaque « svelte » pilier est formé d'un faisceau de colonnettes réunies en une rosace régulière. Dans le style de Pont-Croix, les chapiteaux à godrons supportent de grandes arcades — en plein cintre ou en tiers-point — dont l'ordonnancement des retombées est sans rapport avec celui des colonnettes. « Comme on ne prévoyait pas de voûte, dit Waquet, ce plan de pile où rien n'est fait pour recevoir des retombées de nervures n'avait rien de gênant. » Chaque pilier repose sur une base circulaire ou à pans avec de larges bancs de pierre, carrés pour la plupart.

### Chœur
| - Le chœur. - Inscription « G AU ST ANNE » sur un tailloir nord du chœur. |

Le chœur de Notre-Dame-de-Kérinec comprend trois travées avec bas-côtés. Les arcades, en plein cintre, rappellent celles de Languidou et de la nef de Pont-Croix. Au-dessus, court un cordon horizontal qui, à la verticale de chaque pilier, laisse descendre une fine colonnette qui se soutient sur un petit masque humain,,. Contrairement à celles de Languidou et de Pont-Croix, les arcades « retombent directement sur les tailloirs, sans l'intermédiaire de petites bases en talus » ; et l'intrados ne s'amortit plus au-dessus du tailloir, « mais s'appuie sur un culot figuré incorporé à celui-ci » (comme à Pont-Croix dans les deux travées ajoutées en 1290, celles du sanctuaire).
Les chapiteaux sont très différents de ceux de la nef et du chœur de Pont-Croix. Ils annoncent plutôt ceux de son sanctuaire : corbeille décorée de feuilles lancéolées, masques très simples. Les piliers et leurs bases évoquent ceux de Pont-Croix.

### Transept

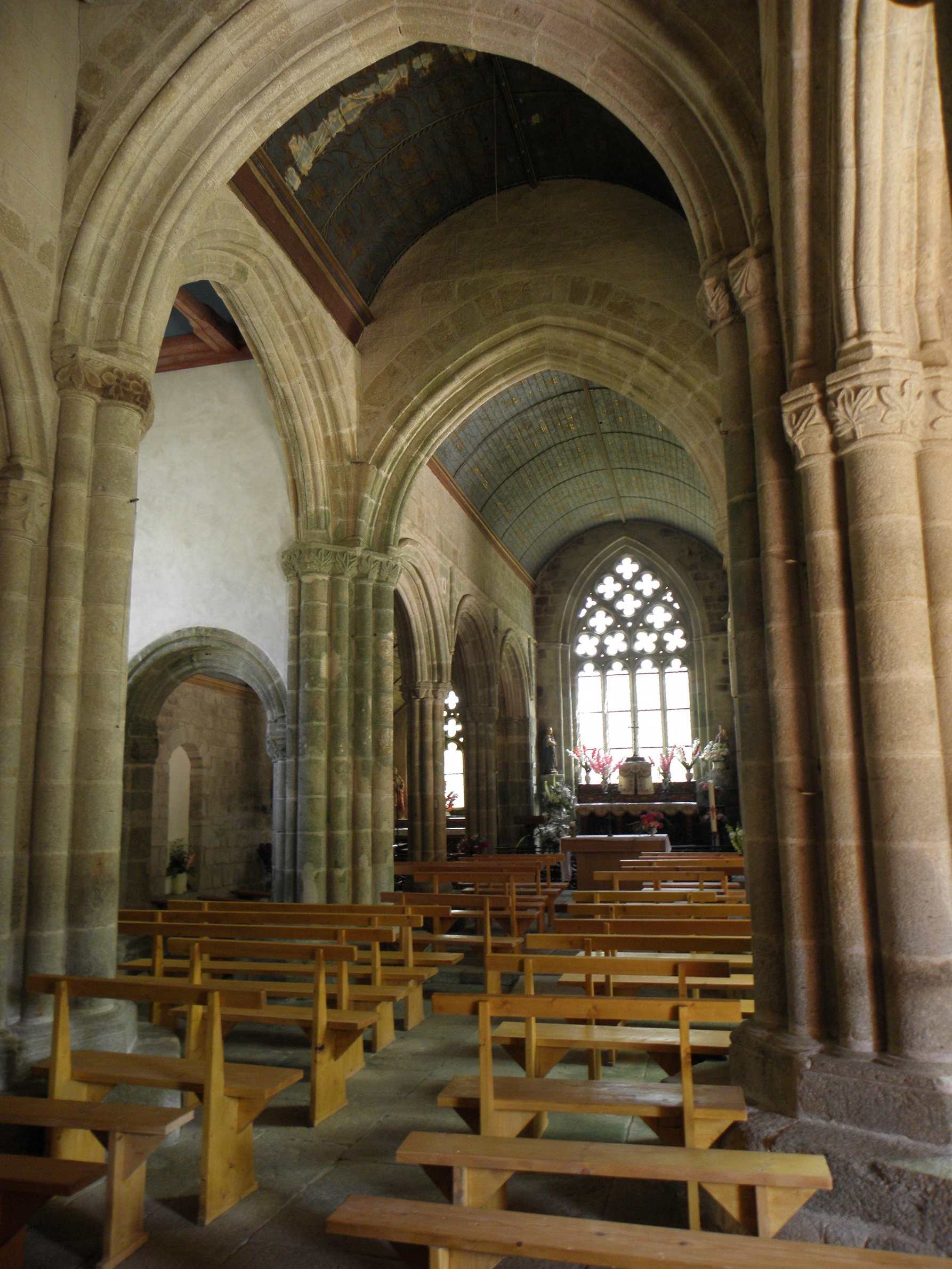
La croisée du transept et, au fond, le chœur. Si les arcades de la croisée sont en tiers-point, on remarque une arcade en plein cintre épaulant une pile, dans le croisillon nord.

Dans la croisée du transept, les quatre arcades en tiers-point, destinées à supporter une tour, sont plus élevées que celles de la nef et du chœur. Elles sont renforcées d'arcs de décharge dont les clefs de voûte sont ornées de têtes sculptées en ronde-bosse. Un voûtement du transept était prévu, comme en attestent des amorces d'arêtiers au-dessus de chapiteaux,. Les doubleaux et les départs des arcs reposent sur de petites bases talutées (comme à l'extérieur, sur la porte sud-est s'ouvrant sur le chœur, ainsi que l'a remarqué Couffon). Les quatre piles de la croisée sont composées chacune de douze colonnes engagées.
Des ouvertures sont pratiquées dans les croisillons pour les faire communiquer avec les bas-côtés du chœur et de la nef. Les arcades de ces ouvertures sont en plein cintre. Elles épaulent latéralement les piles de la croisée. « Ce sont, en quelque sorte, dit Waquet, des arcs-boutants intérieurs. »

### Nef

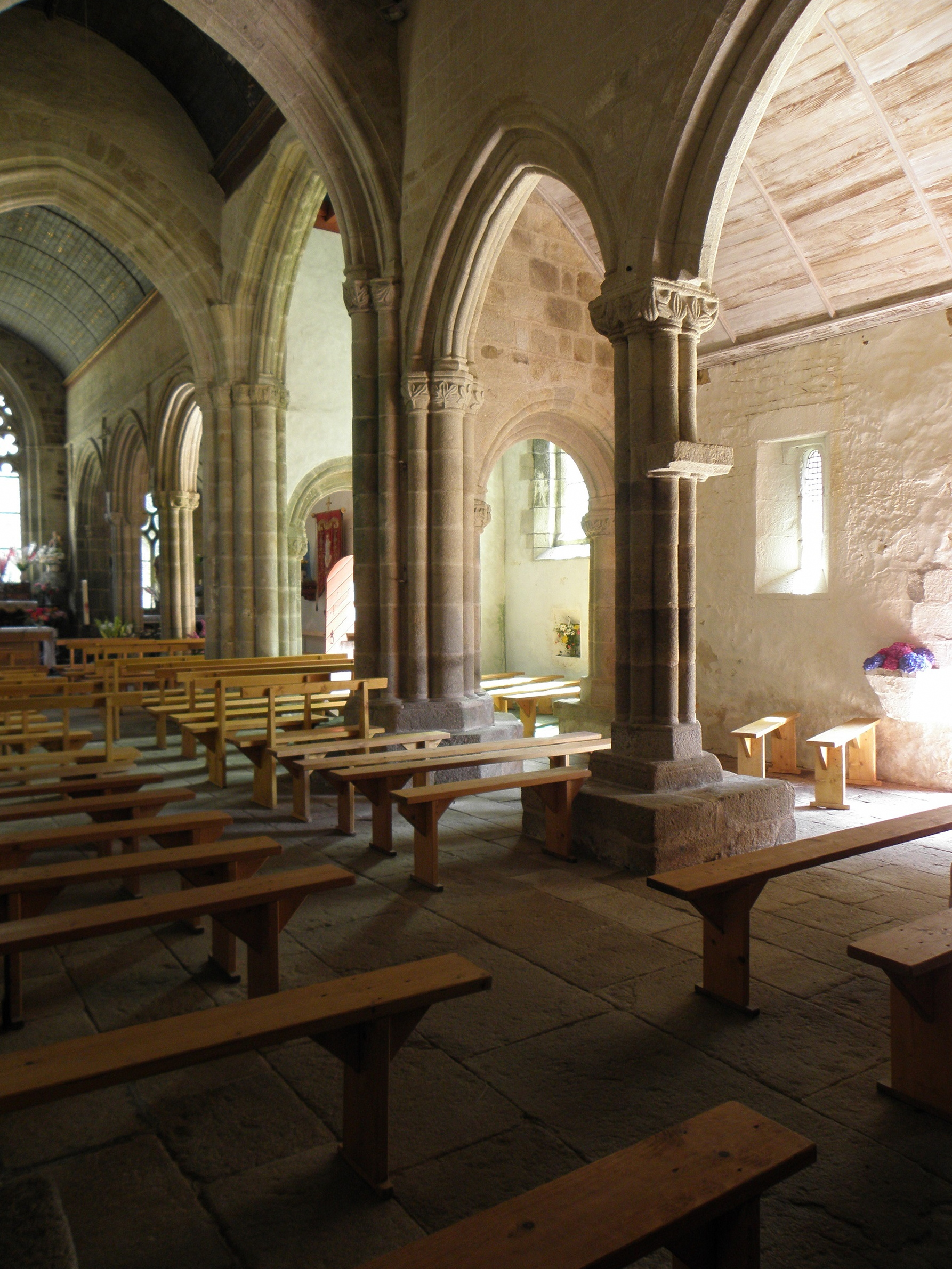
Arcade en tiers-point de la nef. À gauche, la croisée du transept. Au fond, les arcades en plein cintre du chœur.

La nef, qui compte trois travées, rompt avec certaines caractéristiques des nefs de Languidou et de Pont-Croix : les arcades y sont en tiers-point ; elles ne sont pas surmontées d'un cordon horizontal, comme celles du chœur ; le profil des tailloirs et l'ornementation des chapiteaux change. « Plus de culots en forme de cône renversé au-dessus des tailloirs, comme à Pont-Croix et à Languidou », observe Waquet. Plus de chapiteaux cubiques : les chapiteaux sont très évasés, ornés de feuilles lancéolées et de masques humains,.
| - Pilier polylobé sud de la nef, avec console. - Pilier polylobé nord de la nef. |

Les arcades de la travée voisine du transept ont des moulurations toriques sans filet saillant — cette absence de filet qui a permis à Couffon de dater la construction de la chapelle. Couffon juge « assez maladroites » ces moulurations. En effet, d'un côté les tores reposent sur la pile du transept par l'intermédiaire de bases talutées, tandis que de l'autre côté ils s'amortissent sur des culots au-dessus du tailloir du pilier.
Les piliers les plus proches du transept sont polylobés. Ils sont pourvus d'une console destinée sans doute à porter une statue.
À l'ouest, les arcades des deux autres travées ont deux rangs de claveaux simplement chanfreinés. Deux piliers sont cylindriques. Ils sont eux aussi pourvus d'une console. Les piliers les plus à l'ouest sont polygonaux, et engagés dans les spectaculaires contreforts intérieurs du clocher-mur.
| - Christ en croix du croisillon nord. - Notre-Dame de Kérinec. - Sainte Anne trinitaire. |

Les bases de tous les piliers sont très aplaties. Leurs socles sont posés sur des bancs de pierre.

## Mobilier
Des statues en bois polychrome représentent le Christ en croix, une Vierge à l'Enfant (Notre-Dame de Kérinec), saint Joseph, saint Sébastien, sainte Marguerite et une sainte Anne trinitaire, c'est-à-dire accompagnée de Marie et de l'Enfant.

## Abords

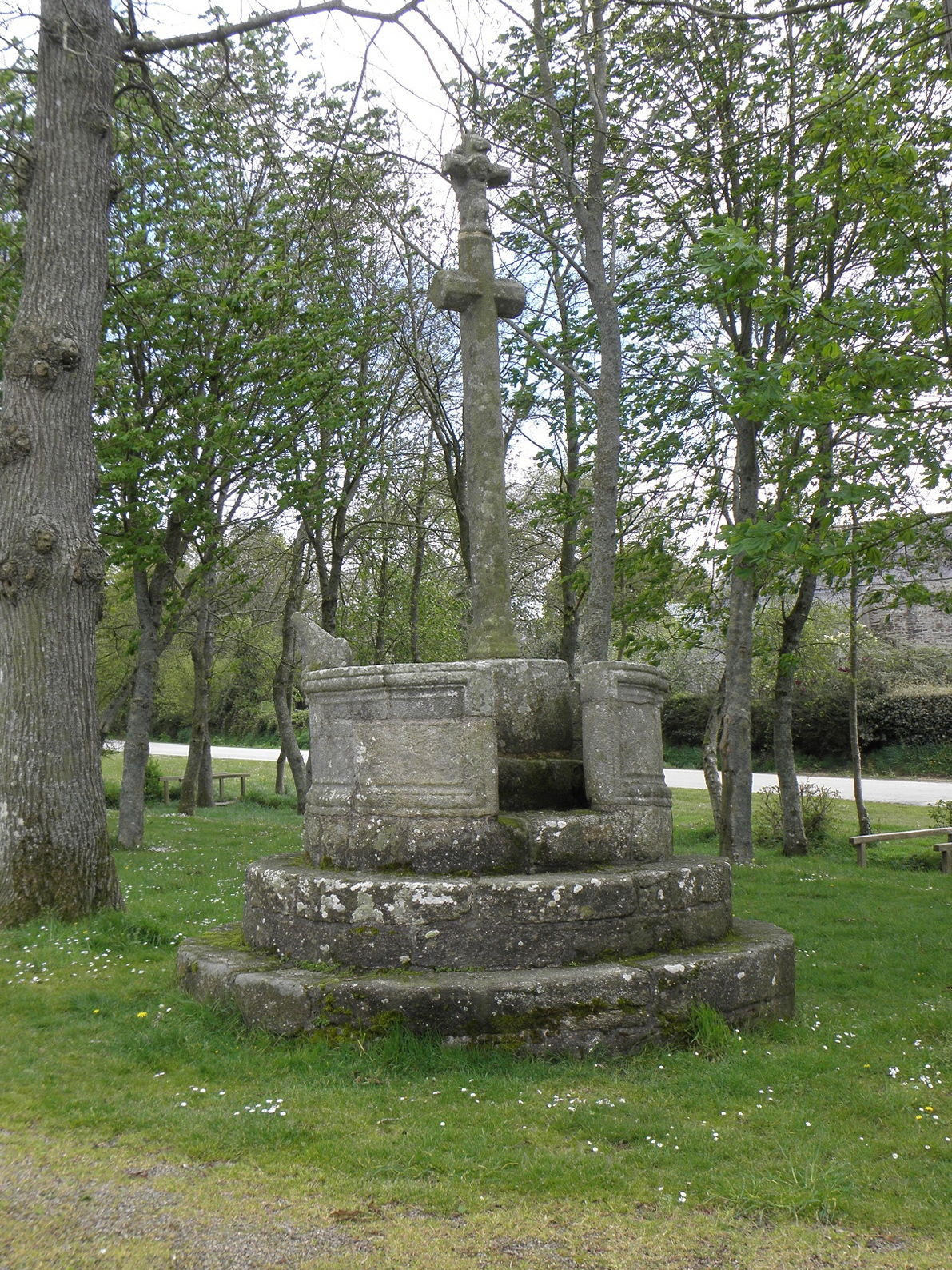
La chaire-calvaire.

### Calvaire et chaire extérieure
Près de la chapelle, se trouve un calvaire à degrés du XVIe siècle. La croix, assez grossière, est mince, élevée, sans autre personnage que le Christ. Elle est entourée d'une curieuse chaire pour jours de pardon, sur l'appui de laquelle repose un pupitre.
Sous le pupitre est sculpté un grotesque semblant se boucher les oreilles.

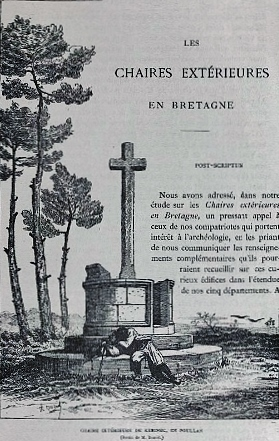
État de la chaire-calvaire en 1880.

### Fontaine

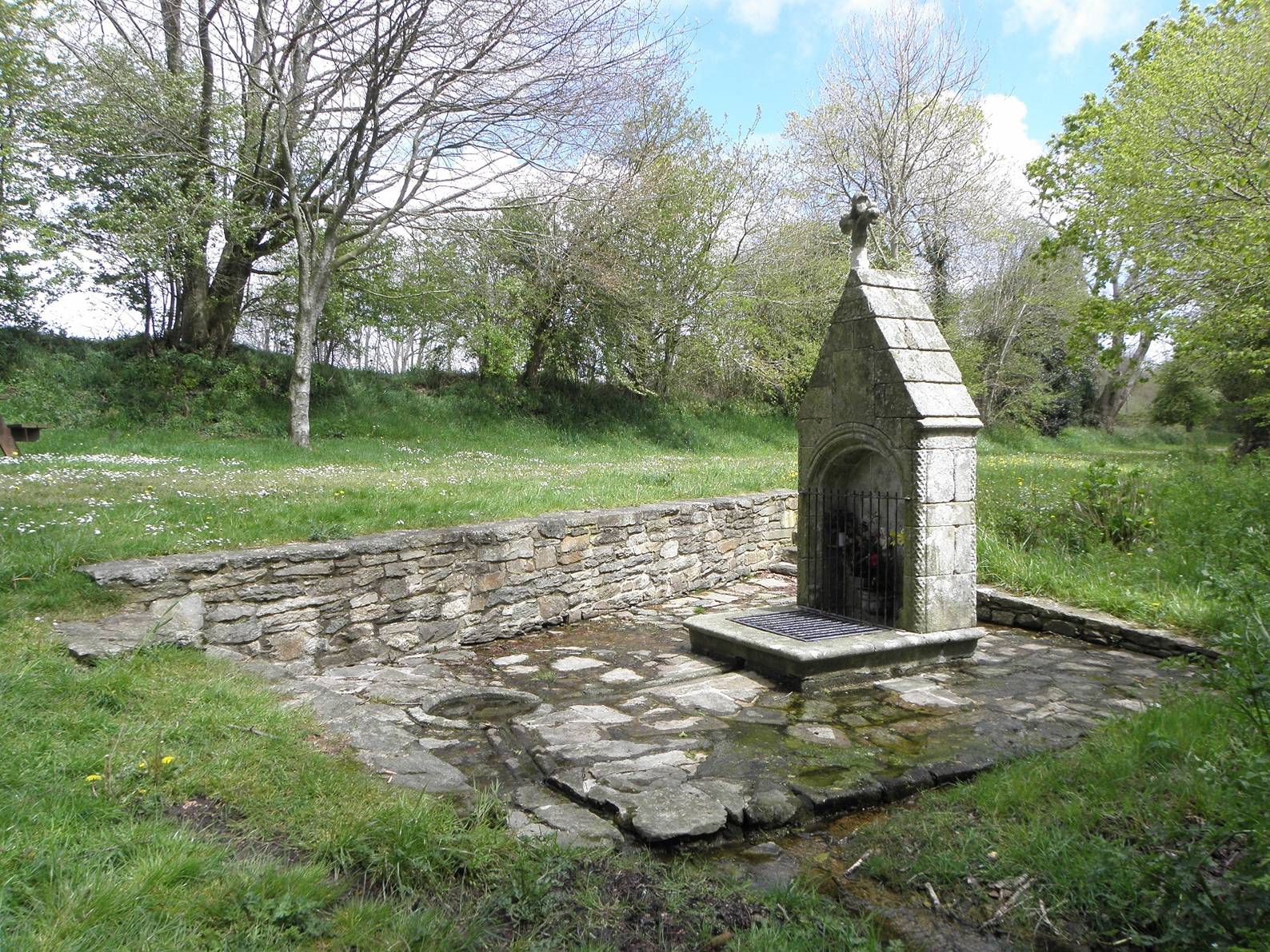
La fontaine.

Quelques pas plus loin, se trouve une fontaine, elle aussi du XVIe siècle. « Une source est là, dit Waquet. Il devait s'y rattacher quelque croyance païenne. » Pour Waquet, il n'existe pas dans le Finistère de fontaine « plus gracieuse dans sa simplicité. C'est […] un petit édicule à pignon dont la niche a une arcade dessinée en anse de panier que relèvent deux moulurations prismatiques. Une légère colonne à nids d'abeilles décore chacun des angles. »

### Hôpital
Au nord-est de la chapelle, se trouvait l'« hôpital », désaffecté en 1746. Ce que l'on entendait en Bretagne par « hôpital d'une chapelle » était une maison où, en fonction du surplus d'offrandes perçues pour les réparations de la chapelle, on pouvait mettre à la disposition des pèlerins pauvres, parfois handicapés, « deux, quatre ou six lits ».

### Dolmen et menhir
À 500 m environ à l'est se trouvent un menhir et un dolmen, dits de Kerinec. Le menhir est haut d'environ 3 m, de forme triangulaire et aplatie. Il se dresse au bord de la route, derrière un talus. Le dolmen est quant à lui, un peu plus éloigné de la route. Il mesure environ 1,5 m de haut.

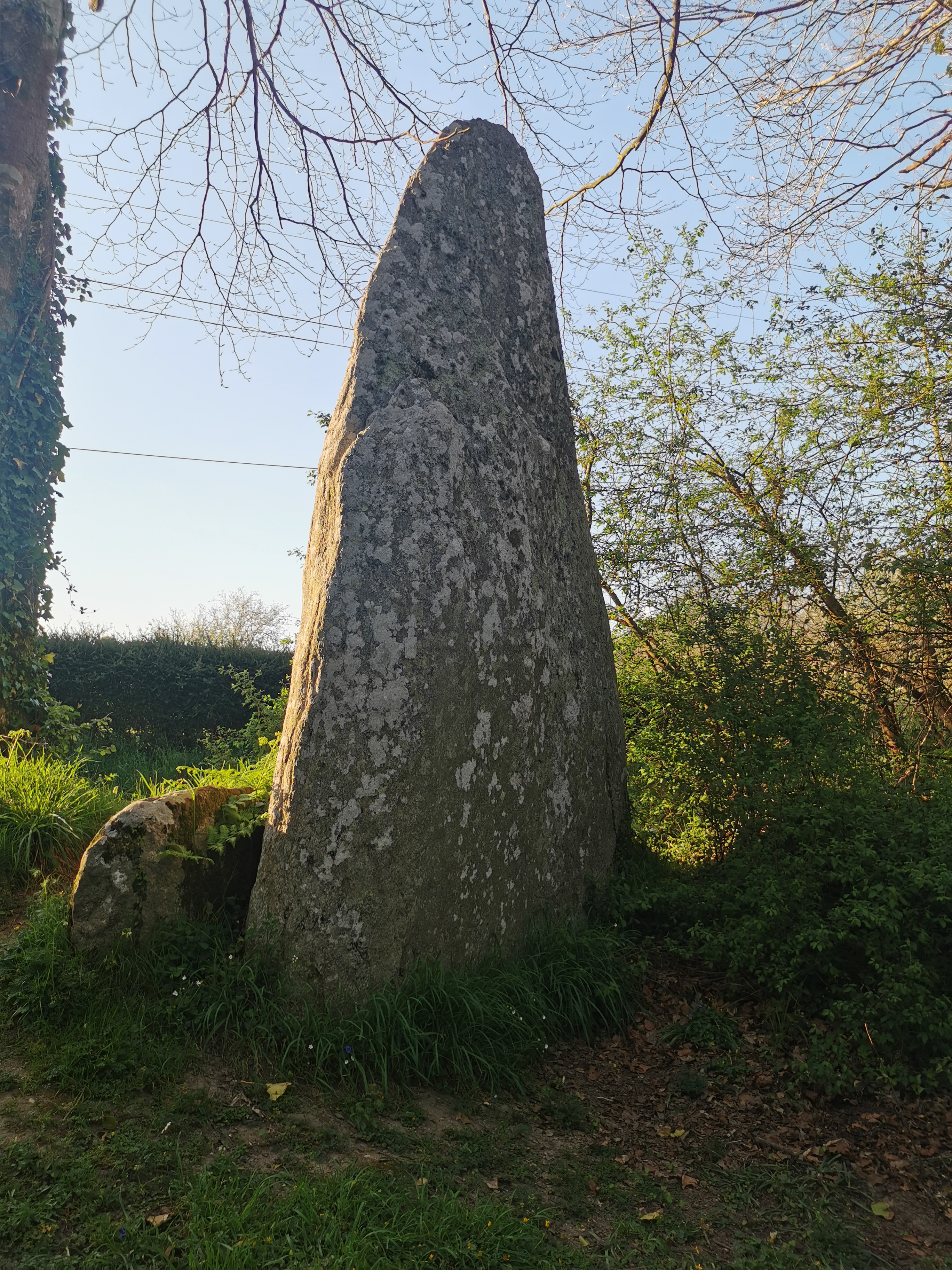
Menhir de Kerineg
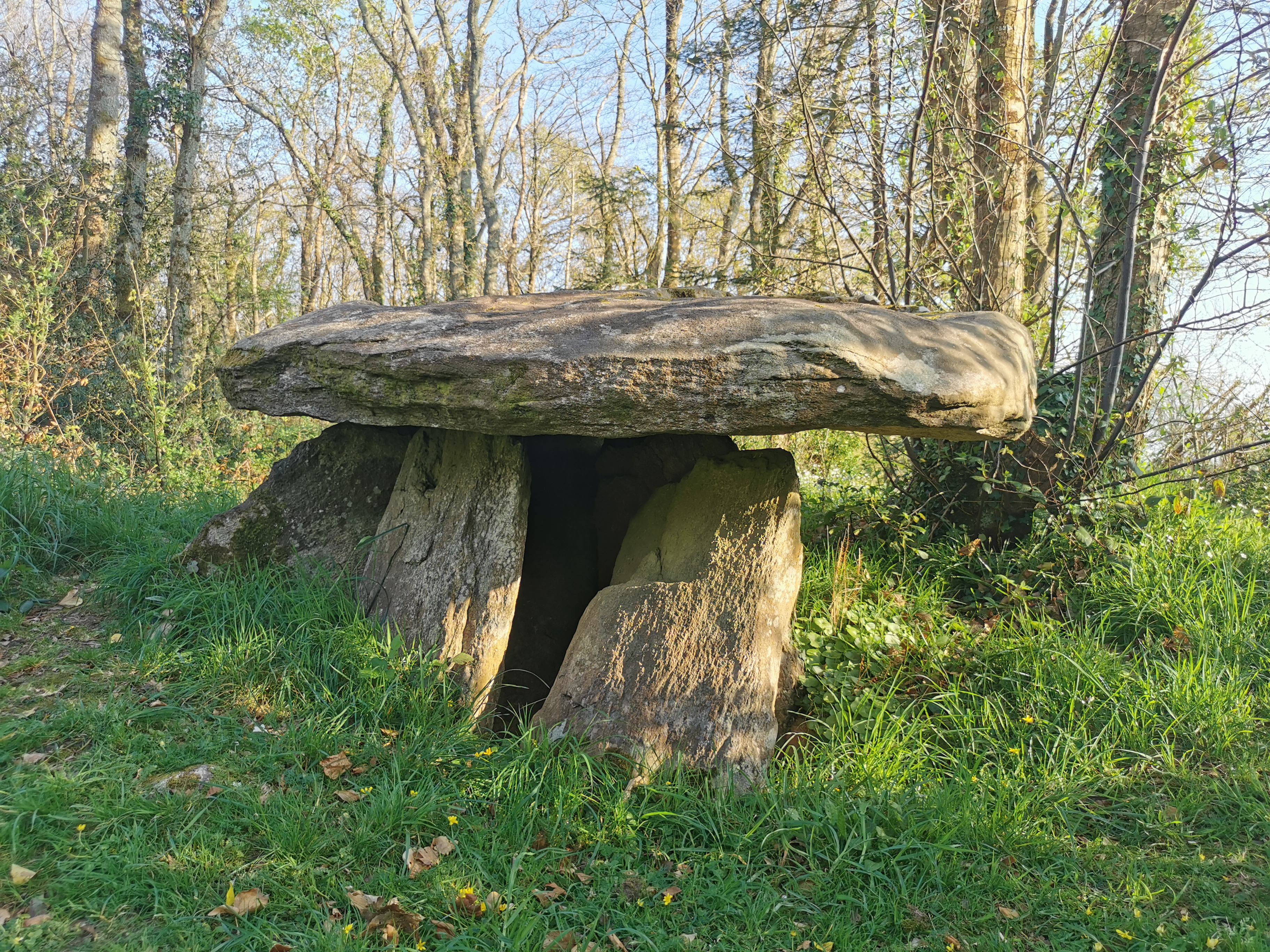
Dolmen de Kerineg

## Protection
La chapelle est classée au titre des monuments historiques par arrêté du 8 juin 1914. La fontaine, le calvaire et la chaire sont inscrits au titre des monuments historiques par arrêté du 11 mai 1932.

## Localisation, accès, pardon
La chapelle se trouve dans le Finistère, dans le pays de tradition Penn Sardin, en pleine campagne, au sud de Poullan-sur-Mer, entre cette localité et la RD 765 qui mène de Douarnenez à Audierne,.
Elle se visite le week-end, du 21 avril au 10 juin ; tous les jours, du 16 juin au 16 septembre ; et le week-end, du 22 septembre au 1er novembre. Le pardon a lieu le troisième dimanche de juillet. L'association Les Amis de la chapelle Notre-Dame-de-Kérinec veille à l'entretien de l'édifice et de ses abords.